# Bahâdur II
Pour les articles homonymes, voir Muhammad Shah.
Muhammad Bahâdur Shâh également appelé Bahâdur Shâh Zafar de Zafar son nom de poète, né le 24 octobre 1775 à Dehli et mort le 7 novembre 1862 à Rangoun, est le dernier empereur moghol musulman de l'Inde de 1837 à 1857. 

## Biographie
Il est le fils de Muhammad Akbar Shâh et de son épouse hindoue Lalbai. Son père n'a que quinze ans à sa naissance en 1775. Il monte sur le trône à l'âge avancé de 62 ans, dernier empereur d'une lignée qui gouverne l'Inde depuis 300 ans. Cependant, comme ses prédécesseurs, il ne jouit quasiment d'aucun pouvoir qui ont tous été confisqués par la compagnie anglaise des Indes orientales. Il ne gouverne pratiquement que sur le Fort rouge de Delhi et vit de la pension que lui versent les Britanniques.
Dans les faits, les empereurs Moghols n'étaient plus que des marionnettes des Britanniques, depuis la victoire sur les Français entre 1757 et 1761, et depuis que ces derniers furent chassés d'Inde par le traité de Paris de 1763 qui confirmait le statut de grands vainqueurs des Britanniques, qui avaient les mains libres en Inde. Après 1763, les régions de l'empire Moghol furent divisées en territoires avec des statuts différents : États princiers, protectorats ou colonies britanniques (comme Madras et Calcutta).
Comme son grand-père et son père, Muhammad Bahâdur Shâh est un poète et un mécène protégeant des poètes d'expression ourdou tels que Ghâlib, Zauq, Momin et Dâgh. L'amour et le mysticisme étant ses sources d'inspiration favorites, il exprime aussi dans sa poésie son désarroi devant la décomposition du pouvoir impérial. Il est aussi un excellent calligraphe.

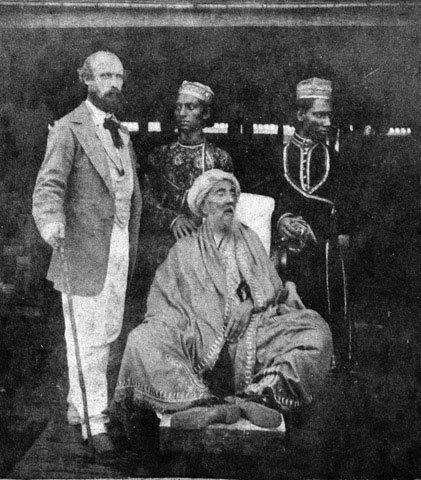
L'empereur déchu Bahadûr II (au centre, assis) entouré de ses fils Mirza Jawan Bakht et Mirza Shah Abbas, v. 1858.

Lorsque la révolte des Cipayes éclate en 1857, les insurgés en font un symbole de liberté, certainement contre son gré, et le nomment commandant en chef. Après les succès du début de l'insurrection, les Britanniques prennent le dessus et, bientôt, l'empereur est arrêté à la tombe d'Humâyûn à Delhi, où il se cache avec ses trois fils et un petit-fils. Le lieutenant William Hodson abat ses fils et petit-fils, Mîrzâ Moghul, Mîrzâ Khizr Sultan et Mîrzâ Abu Bakr, de sa propre autorité. Condamné pour trahison, Muhammad Bahâdur Shâh est déposé et exilé à Rangoun en Birmanie, où il meurt à l'âge de 87 ans.